# Puissance 4 (comics)
Pour l’article homonyme, voir Puissance 4.
Puissance 4 (« Power Pack » en version originale) est le nom d'une équipe de jeunes super-héros évoluant dans l'univers Marvel de la maison d'édition Marvel Comics. Créée par la scénariste Louise Simonson et la dessinatrice June Brigman, l'équipe apparaît pour la première fois dans le comic book Power Pack #1 (vol. 1) en août 1984.
La série associée, Power Pack, durera 62 numéros.
Il s'agit de la première équipe de super-héros enfants ayant existé dans l'univers Marvel. Bien que les héros soient des enfants, la série traitait de problèmes matures (drogues, pollution, fugue, pauvreté...). Un autre thème important était que les enfants, aimés de leurs parents, avaient décidé dès le début de cacher leurs dons, parfois au détriment de leur propre conscience et moralité.
En 2000, une mini-série débuta, faisant vieillir les enfants (ainsi, Alex l'ainé se retrouvait au lycée, Jack et Julie au collège, et Katie l'équivalent du CM2). Ils portent désormais des masques et vivent avec leurs parents, qui connaissent leur secret, près de Seattle.

## Biographie du groupe

### Puissance 4, la série
Alex (12 ans), Julie (10 ans), Jack (8 ans) et Katie (5 ans) sont de jeunes enfants vivant avec leurs parents en Virginie, sur la côte. Leur père, James Power, est un brillant physicien qui avait découvert un processus pour générer de l'énergie à partir d'une réaction matière / anti-matière. Une erreur dans son prototype, pouvant détruire la planète, fut découverte par Aelfyre Whitemane (surnommé Whitey), un Kymellien (race alien équine). Un accident similaire avait détruit la planète natale de l'espèce.
Aelfyre tenta de stopper l'expérience mais est mortellement blessé par les Snarks, des extraterrestres reptiliens, qui capturent le couple. Whitey sauve les enfants et leur transmet ses pouvoirs avant de mourir. Avec l'aide de Friday, le vaisseau intelligent de Whitey, les enfants réussirent à stopper les Snarks et libérer leurs parents discrètement en cachant leurs pouvoirs. Alex prend le nom de code Gee, Julie devint Lightspeed, Jack Massmaster et Katie Energizer. Ils portent des costumes en molécules instables, qui peuvent apparaitre et disparaître sur commande vocale.
Pendant les Guerres secrètes II, Puissance 4 combattit Kurse (en). Ils furent aussi impliqués dans les crossovers suivants : La chute des mutants, Inferno et Mutant Massacre où ils affrontèrent le mutant Dents de sabre.
Leur plus grand ennemi était Carmody, l'employeur de James Power qui devint le super-vilain Croquemitaine. Jeté dans les Limbes par Magik des Nouveaux Mutants, Croquemitaine revint sous une forme démoniaque pour essayer de tuer la famille Power, mais se suicida avant d'y parvenir.
En plusieurs occasions, Puissance 4 s'allia avec les X-Men et le duo La Cape et l'Épée.
À la fin de la série, les enfants affrontèrent le Fantôme Rouge et la famille partit à la recherche d'Alex qui avait disparu, enlevé par des Kymelliens renégats.

### Après la série

#### Alex et les New Warriors
Alex vola les pouvoirs de ses frère et sœurs pour rejoindre les New Warriors pendant quelque temps, sous le nom de Powerpax. Cela créa des tensions entre eux. C'est aussi pendant cette période que les parents Power découvrirent que les enfants avaient des pouvoirs.
Speedball essaya de convaincre Alex (Powerhouse) de revenir, mais ce dernier refusa, pour rester dans Puissance 4.

#### Julie et Excelsior
Quelque temps plus tard, Julie décida de reprendre une vie normale et partit vivre à Los Angeles. Elle rejoignit Excelsior, un groupe d'entraide d'anciens jeunes super-héros. Ils aidèrent les Fugitifs (Runaways) à combattre une nouvelle incarnation d'Ultron.

#### Puissance 4(2005)
Après une mini-série de (re)lancement, plusieurs mini-séries, non-traduites, ont vu le jour en 2005, proposant des aventures orientés jeunes lecteurs. Chaque mini-série suivante voyait Puissance 4 associé à d'autres super-héros Marvel : les X-Men, les Vengeurs, Spider-Man, Hulk, les Quatre Fantastiques, Iron Man.
Une 8e mini-série, Power Pack : Day one s'intéresse aux origines du groupe et l'intégration de Franklin Richards.
Ces séries sont intentionnellement destinées à un public jeune.

#### Secret Invasion
Une 9e mini-série débute en juin 2008, lors du crossover Secret Invasion. Cette aventure introduit Kofi Whitemane.

## Membres
Les quatre enfants Power de Puissance 4 ont échangé leurs pouvoirs à plusieurs occasions, et donc ont changé de nom de code.
- Alex Power (Zero-G) : Gee (gravité), Destructeur (énergie), Mass Master (densité), Powerpax (les quatre pouvoirs), Powerhouse (les quatre pouvoirs), Zero-G (gravité).
- Julie Power (Lightspeed) : Lightspeed (accélération), Molécula (densité), Lightspeed (accélération), Starstreak (accélération, téléportation), Lightspeed (accélération).
- Jack Power (Mass Master) : Mass Master (densité), Contrepoids (gravité), Destructeur (énergie).
- Katie Power (Energizer) : Energizer (énergie), Starstreak (accélération), Contrepoids (gravité).

Ils sont accompagnés dans leur aventures par :
- Franklin Richards (le jeune fils de Red Richards et Susan Storm des Quatre Fantastiques ; membre honoraire)
- Kofi Whitemane (membre non officiel)
- Vendredi (membre honoraire)

## Pouvoirs et capacités
Chaque enfant possède un des quatre pouvoirs de Whitey le Kymellien. Par contact et simple volonté, ils peuvent s'échanger ou prendre les pouvoirs des autres.
- Zero-G possède le pouvoir sur la gravité. Il peut contrôler sa gravité et de ce fait se retrouver collé à une surface verticale. Il peut annuler sa propre gravité pour flotter en l'air, mais ne peut pas se déplacer. De même, les objets qu'il vise perdent leur gravité et flottent en l'air, ne pesant plus rien.
- Lightspeed possède le pouvoir d'accélération. Grâce à lui, elle peut voler très rapidement, en théorie à la vitesse de la lumière, laissant une nuée arc-en-ciel derrière elle. Mais malgré toute son expérience, elle n'a passé le mur du son qu'une seule fois. Une aura protectrice la protège de la friction de l'air. En contrôlant bien son pouvoir, elle a été capable de téléportation instantanée.
- Mass Master possède le pouvoir de contrôle de sa propre densité. Il peut se transformer en nuage gazeux (pour s'échapper ou être discret), ou encore rapetisser et devenir très dense (pour tomber sur ses ennemis)
- Energizer possède le pouvoir d'énergie. Elle peut désintégrer toute matière, incluant eau et air, stocker l'énergie et la relâcher sous forme de boule de feu explosif. Avec ce puissant pouvoir, on l'a déjà vu abattre des immeubles entiers.

## Parution en recueils
| Titre                                       | Œuvres rassemblées | Date de publication | ISBN                     |
| ------------------------------------------- | --- | ------------------- | ------------------------ |
| Power Pack Origin Album                     | Power Pack (1984) #1–4 | mai 1988            | (ISBN 978-0871353856)    |
| Power Pack Classic volume 1                 | Power Pack (1984) #1–10 | juillet 2009        | (ISBN 978-0785137900)    |
| Power Pack Classic volume 2                 | Power Pack (1984) #11–17; Uncanny X-Men #195; Power Pack & Cloak and Dagger: Shelter from the Storm | mai 2010            | (ISBN 978-0785145929)    |
| Power Pack Classic volume 3                 | Power Pack (1984) #18–26; Thor #363 | mars 2011           | (ISBN 978-0785153054)    |
| Secret Wars II Omnibus                      | Power Pack (1984) #18; Secret Wars II #1–9; Uncanny X-Men #198, #202–203; New Mutants #30, #36–37; Captain America #308; Iron Man #197; Fantastic Four #282, #285, #288, #316–319; Web of Spider-Man #6; Amazing Spider-Man #268, #273–274; Daredevil #223; Incredible Hulk #312; Avengers #260–261 and #265–266; Dazzler #40; Alpha Flight #28; Thing #30; Doctor Strange #74; Cloak and Dagger #4; Thor #363; Power Man and Iron Fist #121; Peter Parker, the Spectacular Spider-Man #111; Defenders #152; Quasar #8 | mai 2009            | (ISBN 978-0785131113)    |
| Essential (en) X-Men volume 6               | Power Pack (1984) #27; X-Men #199–213, Annual #9; New Mutants #46, Special Edition #1; X-Factor #9–11; Thor #373–374 | septembre 2005      | (ISBN 0-7851-1727-X)     |
| Essential (en) X-Factor volume 1            | Power Pack (1984) #27; Avengers #262; Fantastic Four #286; X-Factor #1–16, Annual #1; Thor #373–374 | novembre 2005       | (ISBN 0-7851-1886-1)     |
| X-Men: Mutant Massacre                      | Power Pack (1984) #27; Uncanny X-Men #210–214; New Mutants #46; X-Factor #9–11; Thor #373–374; Daredevil #238 | janvier 2010        | (ISBN 0-7851-3805-6)     |
| X-Men: Fall of the Mutants Omnibus          | Power Pack (1984) #35; Uncanny X-Men #220–227; New Mutants (1983) #55–61; X-Factor (1986) #19–26; Captain America (1968) #339; Daredevil(1964) #252; Fantastic Four (1961) #312; Incredible Hulk (1968) #340 | octobre 2011        | (ISBN 978-0-7851-5822-6) |
| X-Men: Inferno Crossovers Omnibus           | Power Pack (1984) #40, 42–44; Avengers #298–300; Fantastic Four #322–324; Amazing Spider-Man #311–313; Spectacular Spider-Man #146–148; Web of Spider-Man #47–48; Daredevil #262–263, 265; Excalibur #6–7; Cloak & Dagger #4 | septembre 2010      | (ISBN 978-0785146711)    |
| Acts of Vengeance Crossovers Omnibus        | Power Pack (1984) #53; Uncanny X-Men #256–258; Fantastic Four #334–336; Wolverine #19–20; Dr. Strange, Sorcerer Supreme #11–13; Incredible Hulk #363; Punisher #28–29; Punisher War Journal #12–13; Marc Spector: Moon Knight #8–10; Daredevil #275–276; Alpha Flight #79–80; New Mutants #84–86; X-Factor #49–50; Damage Control #1–4; and Web of Spider-Man #64–65 | août 2011           | (ISBN 978-0-7851-4488-5) |
| Power Pack: Pack Attack!                    | Power Pack (2005) #1–4 | 2005                | (ISBN 0-7851-1736-9)     |
| X-Men/Power Pack                            | X-Men/Power Pack #1–4 | 2006                | (ISBN 0-7851-1955-8)     |
| Avengers/Power Pack: Assemble!              | Avengers/Power Pack: Assemble! #1–4 | 2006                | (ISBN 0-7851-2155-2)     |
| Spider-Man/Power Pack: Big-City Superheroes | Spider-Man/Power Pack #1–4 | 2007                | (ISBN 0-7851-2357-1)     |
| Hulk/Power Pack: Pack Smash                 | Hulk/Power Pack #1–4 | 2007                | (ISBN 0-7851-2490-X)     |
| Fantastic Four and Power Pack: Favorite Son | Fantastic Four and Power Pack #1–4 | 2008                | (ISBN 978-0-7851-2491-7) |
| Iron Man/Power Pack: Armored and Dangerous  | Iron Man/Power Pack #1–4 | 2008                | (ISBN 978-0-7851-2830-4) |
| Power Pack: Day One                         | Power Pack: Day One #1–4 | 2008                | (ISBN 978-0-7851-3007-9) |
| Wolverine/Power Pack: The Wild Pack         | Wolverine/Power Pack #1–4 | 2009                | (ISBN 978-0-7851-2831-1) |
| Skrulls Vs. Power Pack                      | Skrulls Vs. Power Pack #1–4 | 2009                | (ISBN 978-0-7851-3285-1) |
| Thor and the Warriors Four                  | Thor and the Warriors Four #1–4 | 2010                | (ISBN 978-0-7851-4120-4) |

Power Pack Classic volume 4  (ISBN 978-0785162629) devait sortir en mars 2013 mais a été annulé. Il aurait contenu Power Pack (1984) #27–36 et du matériel de Strange Tales (1987) #13–14.

## Apparition dans d'autres médias

### Téléfilm pilote
En 1991, la série Power Pack est adaptée à la télévision. Un épisode pilote est réalisé par Rick Bennett, avec Jason Brett au scénario et produit par de Richard Borchiver pour Marvel Enterprises & New World Entertainment Films. Mais cette tentative est annulée par la chaine NBC. Le pilote existe en vidéo.[réf. souhaitée]
Les acteurs du pilote sont : Nathaniel Moreau (Alex Power), Margot Finley (Julie Power), Bradley Machry (Jack Power), Jacelyn Holmes (Katie Power), Cheryl Wilson (Margaret Power), Jonathan Whittaker (le docteur James Power).[réf. souhaitée]

### Télévision
- Les quatre membres de Puissance 4 (Alex, Julie, Jack et Katie) font une apparition avec Franklin Richards dans la série The Super Hero Squad Show (épisode « Support Your Local Sky-Father! »).
- Le nom Power Pack est mentionné dans un épisode de la série d'animation Ultimate Spider-Man (épisode « Blade and the Howling Commandos »). Spider-Man évoque ce nom comme l'un des « gros calibres » (big guns) de la communauté des super-héros.

### Cinéma
En 2000, Marvel Entertainment conclu un accord de coentreprise avec Artisan Entertainment visant à transformer au moins 15 franchises de super-héros Marvel en films, séries télévisées, films en Direct-to-video et sur Internet. Ces 15 franchises comprenaient une adaptation de la série Power Pack.
En septembre 2017, Marvel Studios annonce son intention d'introduire la série Power Pack dans l'univers cinématographique Marvel avec leur propre film en développement. Jonathan Schwartz, producteur exécutif sur Les Gardiens de la Galaxie Vol. 2 supervisera le projet, l'intrigue du film étant décrite comme « une histoire à la Spy Kids ».